# A szolgálólány meséje (televíziós sorozat)
A szolgálólány meséje (eredeti cím: The Handmaid’s Tale) 2017-ben bemutatott amerikai televíziós sorozat. A főbb szerepekben Elisabeth Moss, Joseph Fiennes, Max Minghella és Yvonne Strahovski látható. A sorozat Margaret Atwood azonos című díjnyertes regénye alapján készült, amely 1986-ban jelent meg.

## A történet

### Az előzmények
A jövőben játszódó cselekmény szerint a környezetszennyezés és a szexuális úton terjedő betegségek drasztikusan csökkentik a női termékenységet. A vallásos hátterű Amerikában a korábbi életük miatt bűnözőnek számító — elvált, homoszexuális stb. —, de termékeny nőknek szolgálólányként kell dolgozniuk – gyakorlatilag rabnőként – és egyetlen feladatukká válik minél több gyermeket szülni a ház ura számára.
Az alapgondolatot az ószövetségi szentírás ihlette, amely olyan társadalmat ír le, ahol a rabnő az első feleséget szolgálja, a ház urát viszont köteles szexuálisan is kiszolgálni, az első feleség tudtával. Példa erre Ábrahám, akinek felesége Sára, a szolgálólány pedig Hágár, aki Ismáelt szülte számára.

### A cselekmény
Az Amerikai Egyesült Államok nagy változáson megy keresztül. Első lépésként elbocsátják a nőket a munkahelyükről, majd befagyasztják a bankszámlájukat, és mostantól csak a férjük vagy legközelebbi férfi hozzátartozójuk által férhetnek hozzá a pénzükhöz. A társadalom lázadni kezd a kialakuló új rendszer ellen, de ezt egy véres lövöldözés elfojtja és kialakul a szélsőséges fundamentalista teokratikus diktatúra.
A nők helyzete jelentősen megváltozik, mostantól fogva szinte semmilyen joguk nincsen. A bűnös, de termékeny nőket (pl. abortuszon átesettek, házasságtörők, leszbikusok) egyszerű béranyának képezik ki, amit szolgálólánynak neveznek a sorozatban. Kihelyezik őket olyan családokhoz, amelyeknél a feleség képtelen gyermeket szülni, így rájuk hárul ezen feladat elvégzése. Rendszeres időközönként a férj megerőszakolja őket és olyan életet kell élniük, amely a magzat fejlődésének kedvez, majd meg kell szülniük a gyermeket. Miután ez megtörtént, akkor a gyereket azonnal elválasztják a biológiai anyjától. Utána csak a szoptatás idejére kaphatja vissza, hogy az életerőssé váljon.
Azonban sok nő még szolgálólánynak sem jó, mert ők nem képesek gyermeket szülni. Rájuk borzasztó sors vár, továbbá azokra is, akik ellenállnak a hatalom elnyomásának.

## Szereplők
| Szerep                | Színész           | Magyar hang        |
| --------------------- | ----------------- | ------------------ |
| June (Fredé, Josephé) | Elisabeth Moss    | Pálmai Anna        |
| Parancsnok (Fred)     | Joseph Fiennes    | Széles Tamás       |
| Nick                  | Max Minghella     | Baráth István      |
| Serena                | Yvonne Strahovski | Mezei Kitty        |
| Emily (Glené)         | Alexis Bledel     | Bogdányi Titanilla |
| Moira                 | Samira Wiley      | Pap Katalin        |
| Janine                | Madeline Brewer   | Kis-Kovács Luca    |
| Rita                  | Amanda Brugel     | Ősi Ildikó         |
| Luke                  | O-T Fagbenle      | Láng Balázs        |
| Lydia                 | Ann Dowd          | Fehér Anna         |

## Kritika
- The Detroit News - 100%
- The Atlantic - 100%
- Yahoo TV - 100%
- The Lincoln Journal Star - 100%
- The Salt Lake Tribune - 100%
- The New York Times - 100%
- Boston Herald - 100%
- San Francisco Chronicle - 100%
- The Washington Post - 100%
- Variety - 100%
- Entertainment Weekly - 100%
- The Hollywood Reporter - 100%
- Los Angeles Times - 80%